# Boston Public
Boston Public – amerykański serial telewizyjny, którego twórcą jest David E. Kelley. Tematem serialu są losy nauczycieli i uczniów bostońskiej szkoły średniej Winslow High. Serial składa się z osiemdziesięciu jeden odcinków podzielonych na cztery serie (sezony):
- Seria pierwsza: odcinki 1-22.
- Seria druga: odcinki 23-44.
- Seria trzecia: odcinki 45-66.
- Seria czwarta: odcinki 67-81.

W Polsce serial emitowany był przez telewizję Polsat (bez dwóch ostatnich odcinków) i TV4.

## Obsada
- Chi McBride – Steven Harper
- Anthony Heald – Scott Guber
- Loretta Devine – Marla Hendricks
- Sharon Leal – Marilyn Sudor
- Fyvush Finkel – Harvey Lipschultz
- Michael Rapaport – Danny Hanson
- Jeri Ryan – Ronnie Cooke
- Nicky Katt – Harry Senate (2000 – 2002)
- Jessalyn Gilsig – Lauren Davis (2000 – 2002)
- Rashida Jones – Louisa Fenn (2000 – 2002)
- Jon Abrahams – Zach Fischer (2002 – 2003)
- Tom McCarthy – Kevin Riley (2000 – 2001)
- Joey Slotnick – Milton Buttle (2000 – 2001)
- Kathy Baker – Meredith Peters (2001 – 2002)

W mniejszych rolach i epizodach wystąpili m.in. Billy Zane, Sherilyn Fenn, Anne Archer, Sean Young, Armin Shimerman, Tom Wilson oraz muzycy Whitney Houston, Michael Stipe, Bryce Soderberg i Jason Wade.